# Hadohlavec červený
Hadohlavec červený (Channa micropeltes) je dravá sladkovodní paprskoploutvá ryba z čeledi hadohlavcovití (Channidae). Pochází z jihovýchodní Asie. Jedná se o největšího hadohlavce, dorůstá přes 1 metr délky a přes 20 kilogramů hmotnosti. České druhové jméno poukazuje na juvenilní zbarvení. V bahnitých vodách dokáže dýchat atmosférický kyslík.

## Výskyt

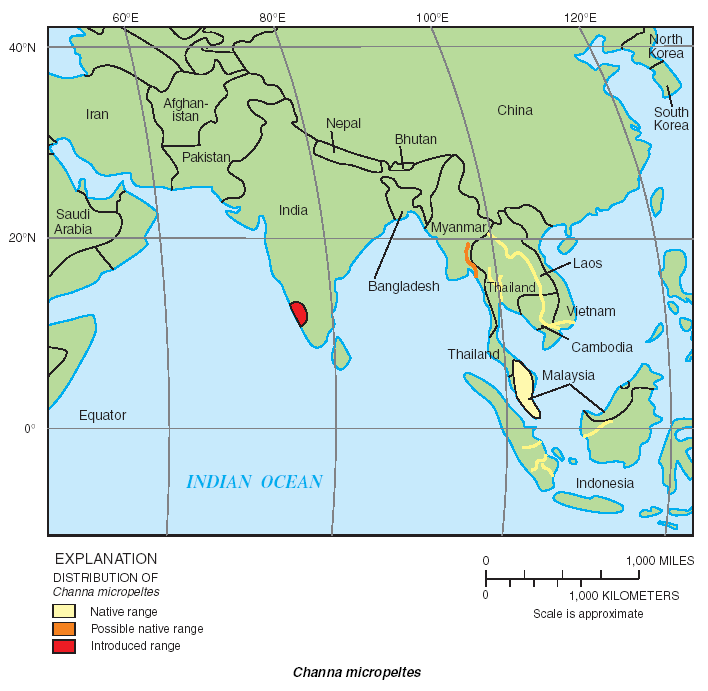
Výskyt hadohlavce červeného, žlutě přirozený a oranžově možný přirozený areál výskytu. Indická oblast (červeně) označuje výskyt C. diplogramma, dříve považované za synonymum C. micropeltes

## Chov v akváriu
Vyžaduje nádrž odpovídající velikosti, dobře zakrytou, protože skáče.